# Aralia kingdon-wardii
Aralia kingdon-wardii là một loài thực vật có hoa trong Họ Cuồng. Loài này được J.Wen, Lowry & Esser mô tả khoa học đầu tiên năm 2001.